# SRB-3
SRB-3はIHIエアロスペースが製造する固体ロケットブースター (Solid Rocket Booster, SRB) であり、モーターケースは東レの炭素繊維「トレカ」により成型される。H3ロケットの補助ブースターとして使用されており、将来的にイプシロンSの第1段で使用する予定。H-IIAロケット、H-IIBロケットの補助ブースター、イプシロンロケットの第1段として使われているSRB-Aの改良型である。

## 特徴
H3ロケットではH-IIA/Bで使用されていたSRB-Aと同規模のSRB-3を0本、2本または4本使用する。SRB-3の全長が14.6mでSRB-Aの15.1mより少し短いのは、ノーズコーンなどが変わっているためである。モーターケースの寸法はSRB-Aとほぼ同じだが、燃焼パターン（推力の時刻暦のことで、始めは速度を出すため一気に高い推力が出るように燃焼させ、速度が増し高度が高くなってくると重量と空力との関係で負荷がかかるため少し推力を落とし、大気が薄くなったら再び推力を上げるようになっている。）を変えたため推進薬量は約1トン増え、打ち上げ能力が増している。SRB-Aでの燃焼パターンは、2本形態と、4本形態の2種類あったが、SRB-3では2本使用時、4本使用時、イプシロンでの使用時、どの打ち上げでも最適な燃焼パターンに一本化されている。
H3ロケットでは推力偏向を第1段のLE-9エンジンに任せてSRB-3ではノズルの可動機構をなくす。また、H-IIA/BロケットではCFRP製のSRB-Aの強度の問題から、SRB-Aは第1段機体とヨー・ブレスとスラスト・ストラットと呼ばれる横と斜め向きの棒状の接続部品を介して接続され分離モータで切り離しが行われていたが、H3のSRB-3ではスラストピンでの直接接続方式になり火薬による分離スラスタ（ガスアクチュエータ）で切り離しが行われ、この結果結合箇所が半減しかつ分離用火工品が8個から3個に減る。これにより、今までは2本のストラットがブースターの推力をロケット本体に伝えていたが、SRB-3ではスラストピン1本でブースターの推力を伝えることになる。この分離方式は、アメリカのアトラスVのブースターや、H-IIAで廃止された固体補助ブースター（SSB）といった小さなブースターでの採用例はあるが、SRB-Aのような大型ブースターでは初めてである。
さらにSRB-Aではモーターケースの成形にオービタルATK社のライセンスと外国製の製造装置を使用していたが、SRB-3では国産技術に切り替えられ、この結果ライセンス料が不要になり、かつ設計や使用材料の自由度が高まった。また推力パターンを変更して振動を低減させ、SRB-Aの推進薬のバインダー（ゴム）が生産終了することに伴う代替品の開発が行われる。これらの変更や設計、製造工程の見直しによる製造、検査の自動化などにより、ブースターの費用低減と軽量化が図られる。
またSRB-3には強化型イプシロンロケットの第2段モータのM-35に適用された新規技術のモーターケース内面断熱材の積層構造の簡素化技術やノズルスロート材料の製造方法の効率化技術を適用させる。さらにM-35の技術を適用されたSRB-3の仕様をイプシロンロケットの第1段モータにフィードバックすることで、SRB-3と将来型イプシロンロケット(イプシロンS)第1段モータの大部分を共有化させる（イプシロンS第1段は、SRB-3と異なりノズル可動式である）。2019年8月28日と2020年2月29日に認定型モータ地上燃焼試験が実施された。2回目の地上燃焼試験ではイプシロンロケット用の可動ノズルの試験も併せて実施されている。